# Muchaveeranahalli, Sira
Muchaveeranahalli là một làng thuộc tehsil Sira, huyện Tumkur, bang Karnataka, Ấn Độ.